# Hexosaminidase
Une hexosaminidase est une glycoside hydrolase qui catalyse l'hydrolyse de la liaison osidique des résidus de N-acétyl-D-hexosamine non réducteurs terminaux des N-acétyl-β-D-hexosaminides, ce qui permet la dégradation progressive de ces derniers. Ces enzymes interviennent par conséquent dans la dégradation des glycosaminoglycanes et des glycosphingolipides chez les animaux et de la chitine chez les plantes et les bactéries.
Les hexosaminidases sont des hétérodimères composés d'une sous-unité α encodée chez l'homme par le gène HEXA et d'une sous-unité β encodée par le gène HEXB. Une mutation dans le gène conduit souvent à la maladie de Sandhof (en) tandis qu'une mutation affectant le gène HEXA peut bloquer la dégradation des gangliosides GM2, ce qui est la cause principale de la maladie de Tay-Sachs.